# Milíře (Rozvadov)

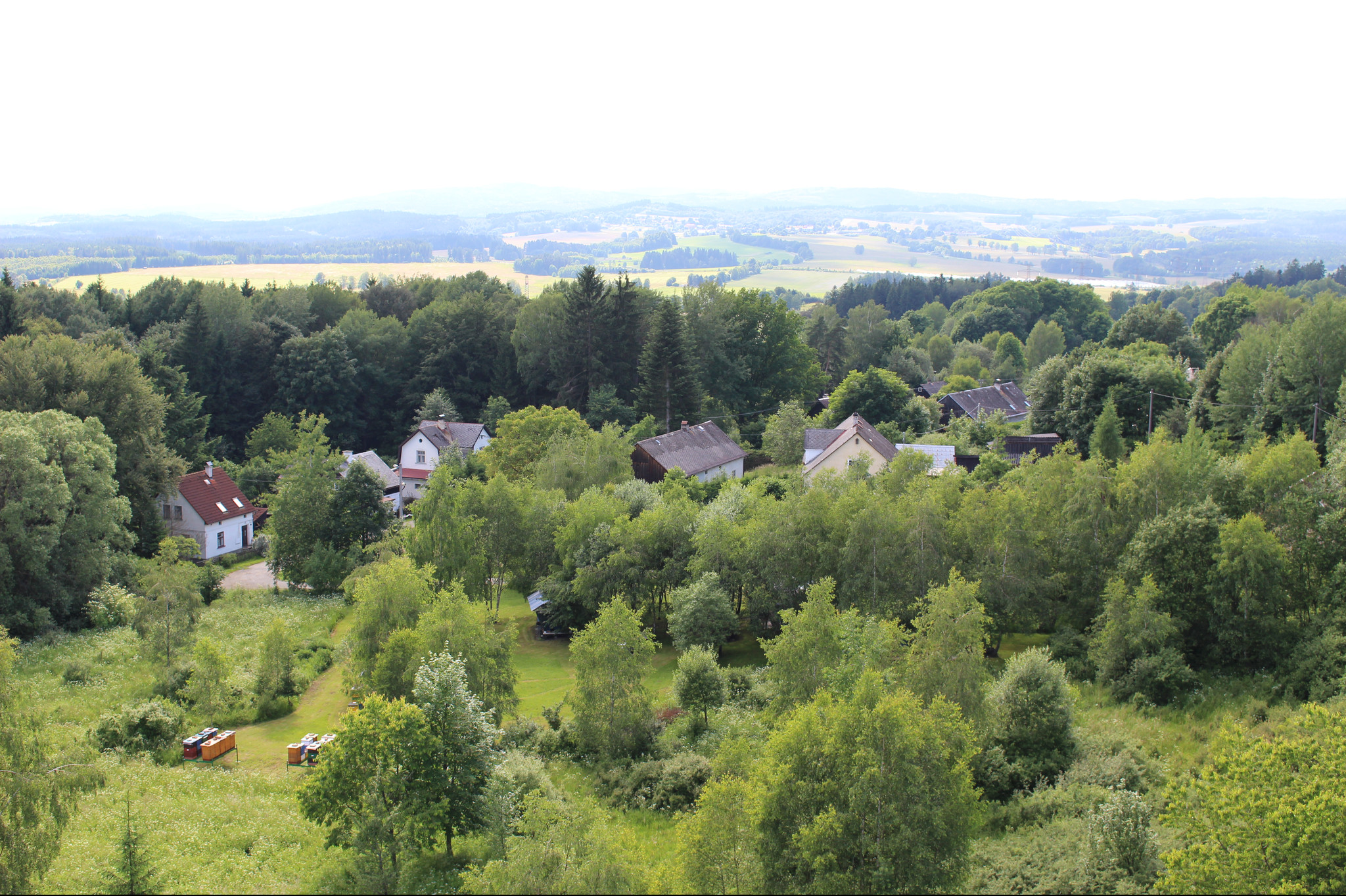
Blick vom Aussichtsturm auf das Dorf

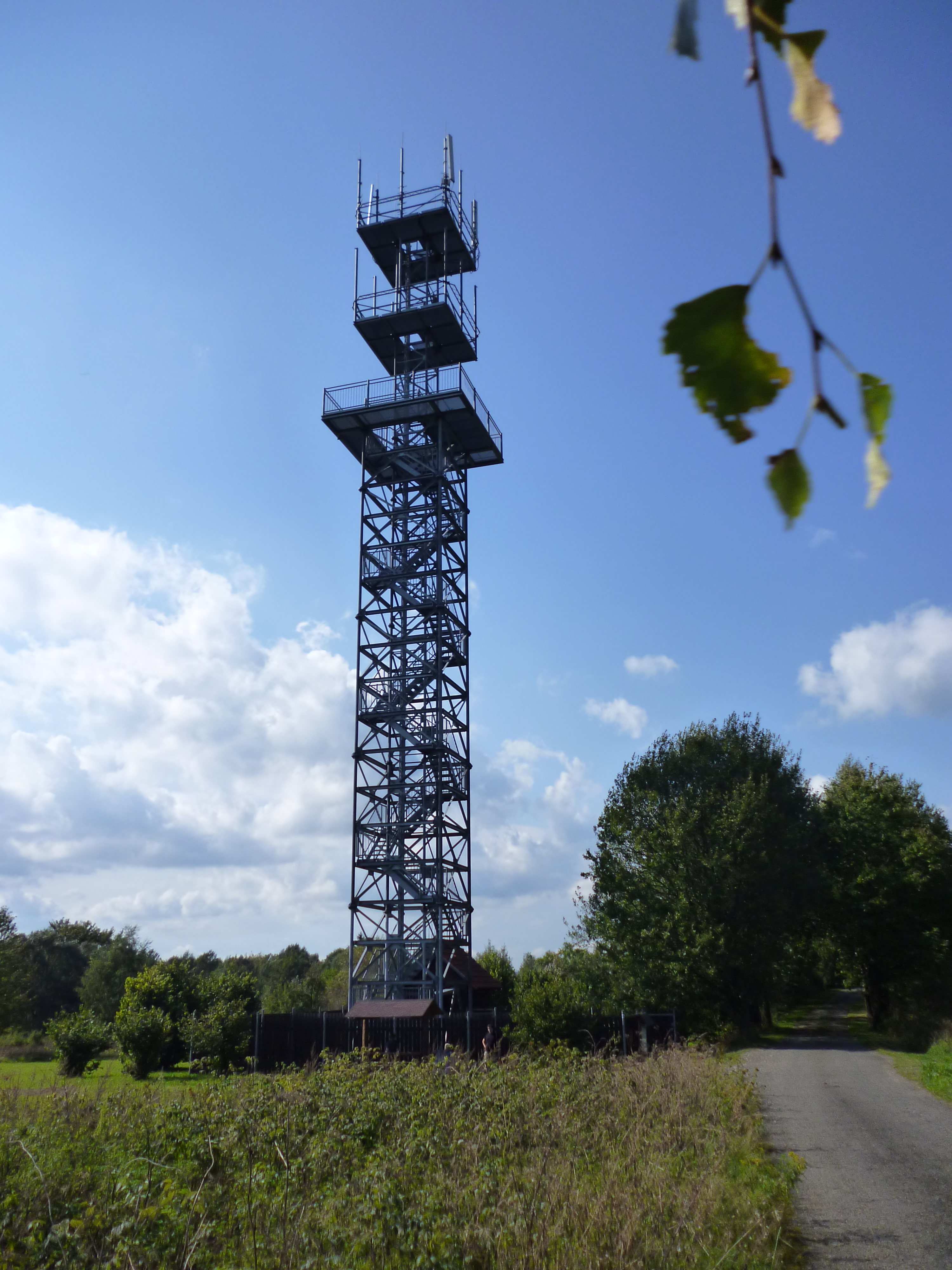
Aussichtsturm

Milíře (deutsch Brand, auch Katharinabrand) ist ein Ortsteil der Gemeinde Rozvadov (Roßhaupt) in Tschechien. Er liegt fünf Kilometer östlich von Rozvadov und gehört zum Okres Tachov.

## Geographie
Die von ausgedehnten Wäldern umgebene Streusiedlung Milíře befindet sich in einer Rodungsfläche auf dem Huťský vrch (Hüttenberg, älter Brandberg, 601 m n.m.) im böhmischen Teil des Oberpfälzer Waldes (Český les). Gegen Norden liegt das Tal des Václavský potok (Mühllohbach), westlich das des Kateřinský potok (Katharinabach). An den Hängen südlich, westlich und nördlich von Milíře verläuft der heute nicht mehr wasserführende Apolénský příkop (Apolloniagraben) zum Václavský rybník (Wenzelteich). Im Norden erhebt sich der Václavský vrch (Wenzelberg, 584 m n.m.), östlich die Židovská stráň (Judenrang, 651 m n.m.) und die Tomáška (Tomaschkaberg, 631 m n.m.), im Südosten der Na Výhledech (Egerrang, 625 m n.m.) und der Suchý kopec (Dürrenberg, 616 m n.m.). Durch den Ort führt die Vyhlídková naučná stezka (Panoramalehrpfad) von Rozcestí (Rahmbrücke) nach Svatá Kateřina (Sankt Katharina). Milíře liegt im Landschaftsschutzgebiet Český les.
Nachbarorte sind die Wüstungen Frauentál (Frauenthal) und Venclův Mlýn (Wenzelmühle) im Norden, Mílov (Mühlloh) und Přimda (Pfraumberg) im Osten, Málkov (Molgau), die Wüstung Svatá Apolena (St. Apollonia) und Nová Ves (Neudorf) im Südosten, Růženín (Rosahain), U Löblů (Löblhaus), Novohradský (Nowohradsky) und Diana (Dianaberg) im Süden, Šestý Železný Hamr (Sechster Hammer) im Südwesten, Svatá Kateřina im Westen sowie Kateřinské Chalupy (Katharinahäuseln) im Nordwesten.

## Geschichte
Die Siedlung entstand wahrscheinlich zum Ende des 18. Jahrhunderts am damals von Pfraumberg in Böhmen über Mühlloh, den Brandberg, Katharina und Roßhaupt nach Waidhaus in Pfalzbayern führenden Roßhaupter Steig. Im Kartenblatt der zwischen 1764 und 1767 erstellten Josephinischen Landesaufnahme des Königreichs Böhmen ist die Siedlung Catharina Brand eingezeichnet; jedoch deutet die andersfarbige und gröbere Gestaltung der Häuser auf eine Nachtragung hin. In Schallers 1788 erschienener Topographie des Königreichs Böhmen fand die Ortschaft in der Beschreibung der Majoratsherrschaft Meyerhöfen keine Erwähnung.
Die erste schriftliche Erwähnung erfolgte 1796 als Johann Scheinkönig vom Besitzer der Herrschaft Meyerhöfen, Franz Anton von Kolowrat-Nowohradsky am Rande des Pfraumberger Forstes am Platz Katharinerbranten ein Grundstück zur Errichtung eines neuen Anwesens erwarb. Bis 1814 war die Siedlung Katharinabrand auf 14 Häuser angewachsen. Zwischen 1815 und 1816 begann der Bau der neuen Kaiserstraße zwischen Roßhaupt und Pfraumberg; sie führte nördlich von Katharinabrand über Hochofen durch das Tal des Mühllohbaches.
Im Jahre 1835 bestand das im Pilsner Kreis gelegene Dorf Brand aus 15 Häusern mit 138 deutschsprachigen Einwohnern. Pfarrort war Katharina. Bis zur Mitte des 19. Jahrhunderts blieb das Dorf der Fideikommissherrschaft Maierhöfen mit Pfraumberg untertänig, Besitzer waren die Grafen Kolowrat-Krakowsky. 
Nach der Aufhebung der Patrimonialherrschaften bildete Brand ab 1849 einen Ortsteil der Gemeinde St. Katharina / Svatá Kateřina im Gerichtsbezirk Pfraumberg. Ab 1869 gehörte Brand zum Bezirk Tachau. Zu dieser Zeit hatte das Dorf 173 Einwohner und bestand aus 17 Häusern. Im Jahre 1900 lebten in Brand 178 Personen, 1910 waren es 188. Abseits der alten Straße wurden zu Beginn des 19. Jahrhunderts weitere 15 Häuser errichtet. Nach dem Zusammenbruch der k.k. Monarchie wurde das Dorf 1918 Teil der neu gebildeten Tschechoslowakei. Beim Zensus von 1921 lebten in den 29 Häusern von Katharina Brand 182 Deutsche. Der tschechische Ortsname Milíře wurde 1924 eingeführt. Im Jahre 1930 hatte der aus 39 Häusern bestehende Ort 174 Einwohner. In Folge des Münchner Abkommens wurde das Dorf im Oktober 1938 dem Deutschen Reich zugeschlagen und gehörte bis 1945 zum Landkreis Tachau. Nach dem Ende des Zweiten Weltkrieges wurde Milíře wieder Teil der Tschechoslowakei. Die deutschböhmische Bevölkerung wurde vertrieben und das Dorf mit Tschechen wiederbesiedelt. Im Jahre 1950 lebten in den 36 Häusern von Milíře nur noch 83 Personen. Im Jahre 1960 wurde Milíře zusammen mit Kateřina nach Rozvadov eingemeindet. Im Jahre 1970 hatte Milíře 47 Einwohner. Im Jahre 1991 lebten in den zwölf Wohnhäusern von Milíře 15 Personen. Beim Zensus von 2011 bestand die Ansiedlung aus 13 Häusern und hatte sechs Einwohner.

## Ortsgliederung
Der Ortsteil Milíře gehört zum Katastralbezirk Svatá Kateřina u Rozvadova.

## Kultur und Sehenswürdigkeiten
- Aussichtsturm Milíře, eröffnet 2001
- Reste des Apolloniagrabens